# Diaea simplex
Diaea simplex is een spinnensoort in de taxonomische indeling van de krabspinnen (Thomisidae).
Het dier behoort tot het geslacht Diaea. De wetenschappelijke naam van de soort werd voor het eerst geldig gepubliceerd in 2008 door Yajun Xu, Han & S. Q. Li.